# Łew Rewucki
Łew Rewucki, ukr. Лев Миколайович Ревуцький (ur. 20 lutego 1889, zm. 30 marca 1977) – ukraiński kompozytor, pedagog, Ludowy Artysta ZSRR, laureat Państwowej Nagrody im. Tarasa Szewczenki.
W latach 1913–1916 uczęszczał do Konserwatorium Kijowskiego, studiując kompozycję u R. Gliera. W latach 1924–1934 wykładał w instytucie muzyczno-dramatycznym w Kijowie, po 1934 w Konserwatorium Kijowskim.
Studenci Rewuckiego to: Georgi i Platon Majboroda, Witalij Kyrejko, Leonid Grabowski. Rewucki uczynił wiele dla popularyzacji twórczości Mykoły Łysenki.
Dorobek twórczy Rewuckiego:
- 2 symfonie
- Kantaty, m.in. „Chustczyna” („Хустина”)
- Koncert fortepianowy
- Wiele utworów kameralnych i chóralnych